# Joannes Chatin
Joannes Charles Melchior Chatin, auch Johannès oder Joannès Chatin (* 19. August 1847 in Paris; † 4. Juli 1912 in Les Essarts-le-Roi, damals Département Seine-et-Oise) war ein französischer Zoologe und Botaniker.

## Leben
Er war der Sohn des Mediziners und Botanikers Adolphe Chatin (1813–1901). Im Deutsch-Französischen Krieg 1870/1871 war er aide-major der französischen Armee.
1871 promovierte er zum Doktor der Medizin, 1872 zum Doktor der Naturwissenschaften. Er wurde 1872 zunächst Professeur agrégé an der École supérieure de pharmacie, deren Direktor sein Vater war. Danach wurde er Répétiteur an der École pratique des hautes études und „Maître de conférences“ an der Faculté des sciences in Paris. Am 4. Januar 1887 wurde er an dieser Hochschule zum professeur adjoint, 1899 zum professeur titulaire ernannt.

## Mitgliedschaften und Ehrungen
Chatin war Mitglied folgender Akademien:
- Académie nationale de médecine (seit 25. Mai 1886)
- Académie des sciences (seit 1900)
- Comité des travaux historiques et scientifiques
- Société philomathique

Er war Offizier der französischen Ehrenlegion.

## Werke
- Études botaniques, chimiques et médicales sur le Valérianées, Dissertation 1872
- Études sur le développement de l’ovule et de la graine, dans les Scrofularinées, les Solanacées, les Borraginées et les Labiées, 1872
- De la Localisation des principes oléo-résineux dans les Valérianées, in: Comptes-rendus des séances et mémoires de la Société de biologie, Bd. 4, 1872
- Thèses présentées à la Faculté des sciences de Paris pour obtenir le grade de Docteur ès sciences naturelles, 1873
- Recherches pour servir a l’histoire botanique, chimique et physiologique du Tanguin de Madagascar, 1873
- De la Feuille, 1874
- Du Siège des substances actives dans les plantes médicinales, 1876
- Sur la structure et les rapports de la choroïde et de la rétine chez les mollusques du genre Pecten, in: Bulletin de la Société philomathique de Paris, Bd. 2, 1878
- Les Organes de sens dans la série animale, 1880
- Contributions expérimentales à l’étude de la chromatopsie chez les batraciens, les crustacés et les insectes, 1881
- La Trichine et la trichinose, 1883
- Sur un Nématode parasite de l’oignon vulgaire, in: Extraits des Comptes-rendus des séances de l’Académie des sciences de Paris, 97, 1883
- Morphologie comparée des pièces maxillaires, mandibulaires et labiales chez les insectes broyeurs, 1884
- Nouvelles recherches sur la ladrerie du mouton, in: Bulletin de l’Académie de médecine, 2. Folge, Bd. 16, 1886
- La Cellule nerveuse, 1890
- La Cellule animale. Sa structure et sa vie, 1892
- Le machoire des insects. Determination de la pièce directrice, 1897 (Digitalisat)
- Les organes de relation chez les vertébré, in: Liauté (Hrsg.): Encyclopédie scientifique des aide-mémoire